# Віріальне рівняння стану
Віріа́льне рівня́ння ста́ну (рос. вириальное уравнение состояния, англ. virial equation of state) — емпіричне рівняння стану реального газу записане у вигляді степеневого ряду:
pVm = RT(1 + b/V+ c/V2+ …),
або
pVm= RT(1 + b'p+ c'p2+ …),
де b, c, b', c' — емпіричні сталі (віріальні коефіцієнти), характерні для даного газу; Vm— молярний об'єм; p — тиск, R — газова стала; T— термодинамічна температура.